# Vinkhuizen
Vinkhuizen is een wijk in de stad Groningen. In Vinkhuizen woonden in 2013 11.095 mensen, wat 5,65% van het totaal aantal inwoners van de gemeente Groningen is.

## Geografie
De wijk ligt in het noordwesten van de stad, ten westen van de westelijke ring (de Friesestraatweg). De zuidelijke begrenzing wordt gevormd door het Hoendiep en het bedrijventerrein West-end. Aan westzijde liggen de wijk De Held, het Roege Bos en het landelijk gebied Westpark en aan noordzijde grenst de wijk aan het landelijk gebied Golden Raand, waar ook een volkstuincomplex ligt.
Samen met Hoogkerk, De Held, Gravenburg, Leegkerk, Paddepoel, Selwerd en het Zernikecomplex vormt Vinkhuizen het stadsdeel Noord-West/Hoogkerk, een van de vijf stadsdelen van de gemeente Groningen.

## Geschiedenis

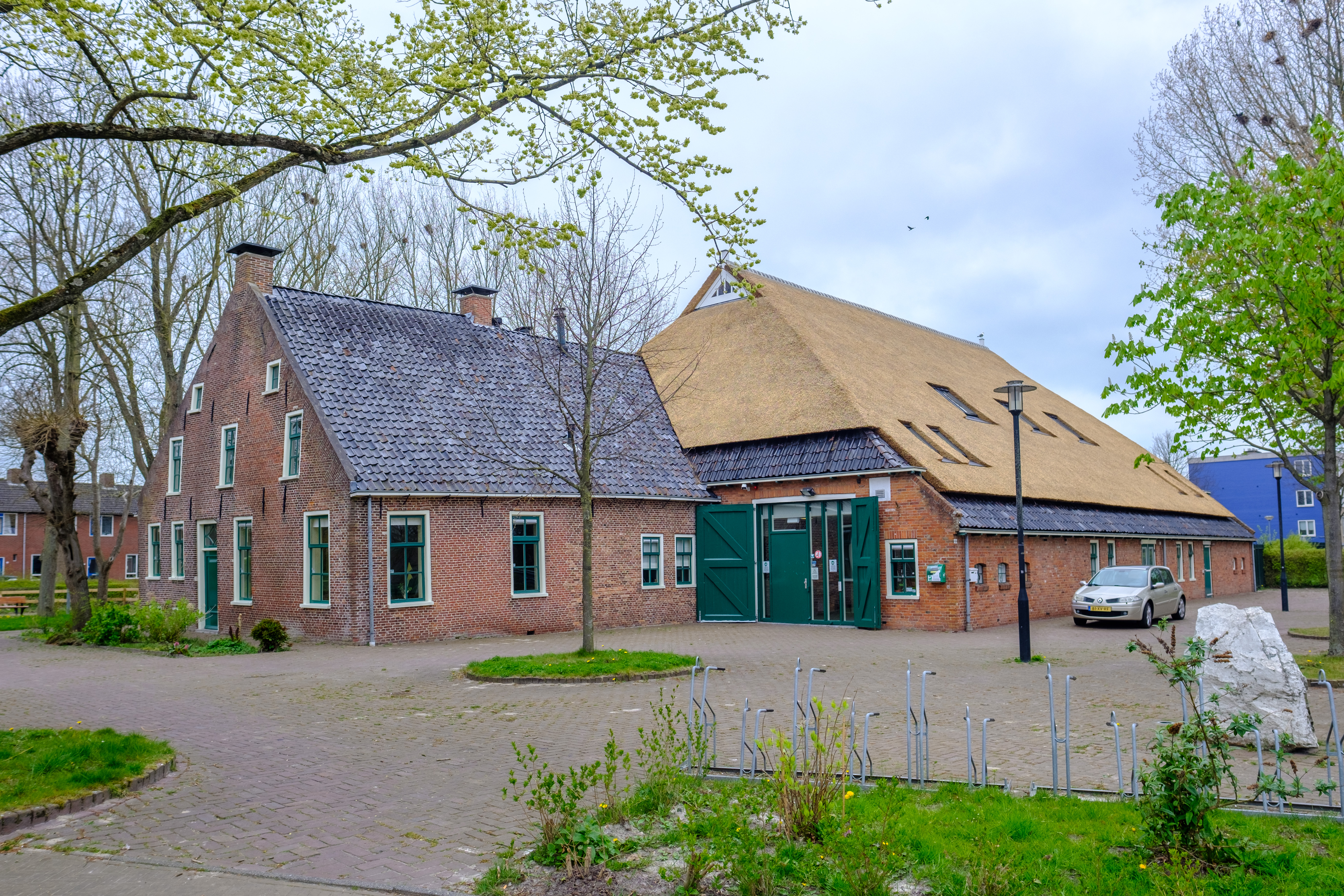
Boerderij Grote Vinkhuis. Het huisvest tegenwoordig het wijkcentrum Vinkhuys.

### Voorgeschiedenis
Op de plek van Vinkhuizen zijn bij opgravingen in 2005 resten van de bijgebouwen van een boerderij uit de 2e eeuw na Chr. aangetroffen (paalpunt met jaarring gaf aan dat de boom gekapt werd na het jaar 129). Deze bevond zich op een stroomdalrug van een van de vele kreken die hier vroeger stroomden door het veenlandschap. Na de 4e eeuw werd het gebied te nat er werd daarom weer verlaten. In de late middeleeuwen ontstond er een poldergebied dat onderdeel vormde van Lieuwerderwolde en later van het Westerstadshamrik. In de 17e eeuw werd er voor het eerst melding gemaakt van de boerderij Vinkhuis. Verder in het noordelijkere deel van Vinkhuizen, aan de Leegeweg, stond rond deze tijd de boerderij de Hoeytink.
Later werd er nog een boerderij bijgebouwd, waarop de naam van de oude boerderij veranderd werd in Grote Vinkhuis en die van de nieuwe in Kleine Vinkhuis. In 1828 vormde het een buurtschap van vier boerderijen. Deze buurtschap bleef bestaan tot de bouw van de huidige wijk. Toen is het Kleine Vinkhuis gesloopt en het Grote Vinkhuis omgedoopt tot wijkcentrum Vinkhuys.
De naam Vinkhuizen komt van de buurtschap, die haar naam volgens het schoolmeesterrapport van 1828 ontleent aan de vinken die er voorkwamen. Volgens taalkundige Wobbe de Vries komt de naam echter van 'vinke' ofwel 'derrie' en zou deze (net als bij Vinkeveen of Vinkega) verwijzen naar slechte turf die onder de kleitoplaag werd gevonden. Aanvankelijk wilde de gemeente de wijk overigens West End noemen, maar op aandrang van historicus B. van der Veen Czn.  werd in 1968 toch voor Vinkhuizen gekozen.

### Ruimtelijke structuur
De wijk is in de jaren 1960 en 1970 in ijltempo gebouwd met een stratenplan dat is opgebouwd uit veel rechte wegen en rondom de wijk veel flats. De stedenbouwkundige structuur werd bedacht door architect Henk Eysbroek, die eerder al had getekend voor Selwerd en  De Wijert ontwierp. Hij plande de wijk vanuit de wijkgedachte en de stempelstructuur, waarbij de wijk vanuit het idee van de 'sectorenstad' een op zichzelf staande eenheid moest gaan vormen met eigen voorzieningen en waarbij deze wijk steeds uit herhaalde patronen moest bestaan. Deze wijkgedachte kwam voor uit het principe van gebundelde deconcentratie ('geleide suburbanisatie'), zoals deze in het Groninger structuurplan van 1969 uiteen was gezet. De wijk werd bedacht als 'tuinwijk met een stedelijk aspect'. De helft van de wijk (ca. 92 van de 191 hectare) ligt op het grondgebied van de voormalige gemeente Hoogkerk, die eveneens in 1969 werd geannexeerd. De verkeersafwikkeling werd door architect Henk Goudappel ontworpen middels brede boulevards dwars door de wijk. Midden in de wijk werd naar ontwerp van architectenbureau Van den Broek en Bakema vanuit de huiskamergedachte een naar binnen gekeerd stadsdeelcentrum gebouwd. In het noorden van de wijk verrezen een zestal flats naar ontwerp van Abe Bonnema, die als 'ensemble' tot de wijkuitbreidingen in de jaren 1990 een scherp contrast vormden met het aangrenzende platteland en tot op heden een duidelijke stadsmarkering vormen voor mensen die de stad vanuit het noordwesten naderen.
Na de eeuwwisseling is een grootschalige renovatie van de wijk gestart om de kwaliteit van de wijk te verbeteren. Het winkelcentrum werd daarbij achterhaald geacht en vervangen door een meer open structuur.

## Bevolkingsontwikkeling
De afgelopen jaren bleef het aantal inwoners van Vinkhuizen redelijk stabiel:
|  |

## Straatnamen
De straatnamen hebben betrekking op stenen, edelstenen, edelmetalen en andere scheikundige elementen: onder andere de Diamantlaan, de Zilverlaan, Zandsteenlaan, Pyrietstraat en de Aquamarijnstraat.

## Voorzieningen
De wijk is onder andere voorzien van een winkelcentrum (met drie supermarkten), een politiebureau, een brandweerkazerne, een gezondheidscentrum (huisartsen, fysiotherapeuten en verloskundigen), een wijkcentrum en een sporthal. Daarnaast staan er twee middelbare scholen (CSG Selion en Reitdiep College Leon van Gelder), een mbo-school, een aantal basisscholen en hebben meerdere amateurvoetbalclubs (Lycurgus, Gruno en VV Groninger Boys) er hun thuisbasis.

## Industrieterrein / Meubelboulevard
In het zuiden van Vinkhuizen, rondom het Hoendiep, bevindt zich een industrieterrein en een woonboulevard. Op het industrieterrein bevinden zich diverse bedrijven, een vestiging van het CBR en een afvalstation van de gemeente. Op de woonboulevard zitten diverse (grote) meubelzaken.

## Bereikbaarheid

### Auto
Vinkhuizen ligt aan de N370 (westelijke ringweg van Groningen). Er zijn 4 kruisingen en/of opritten, van noord naar zuid bij de Edelsteenlaan, Siersteenlaan, Metaallaan en het Hoendiep. Er bestaan plannen om de ringweg in de toekomst helemaal kruisingsvrij te maken, met alleen maar op/afritten. In het zuiden van de wijk loopt het hoendiep in het westen richting Hoogkerk en in het oosten richting het centrum; de Siersteenlaan verbindt Vinkhuizen in het westen met De Held en in het oosten met Paddepoel. Ten noorden van Vinkhuizen ligt de N355 richting Zuidhorn, maar deze weg is alleen bereikbaar via de ringweg of via De Held en Gravenburg.

### Openbaar vervoer
De volgende buslijnen van Qbuzz komen door Vinkhuizen:

#### Stadslijnen
| Lijn | Route                                                                | Frequentie                                                   | Bijzonderheden |
| ---- | -------------------------------------------------------------------- | ------------------------------------------------------------ | -------------- |
| 7    | Paddepoel - Vinkhuizen - Schildersbuurt - Centrum - Centraal Station | 2x per uur, op zaterdag tussen 11:00 en 18:00 uur 4x per uur |                |
| 17   | Centraal Station → Schildersbuurt → Vinkhuizen → Centraal Station    | Maandag t/m vrijdag overdag 2x per uur                       |                |
| 18   | Hoogkerk - Vinkhuizen - Paddepoel - Zernike                          | Maandag t/m vrijdag overdag 2x per uur                       |                |

#### Streeklijnen
| Lijn | Route | Frequentie                                         | Bijzonderheden       |
| ---- | --- | -------------------------------------------------- | -------------------- |
| 35   | Centraal Station - Centrum - Hoendiep - Vinkhuizen - De Held - Gravenburg - Slaperstil - Aduard - Den Ham - Oldehove                                                                                             | Maandag t/m vrijdag en zaterdag overdag 1x per uur | Rijdt niet op zondag |
| 39   | Centraal Station - Centrum - Hoendiep - Vinkhuizen - De Held - Gravenburg - Slaperstil - Aduard - Zuidhorn - Faan - Niekerk - Oldekerk - Sebaldeburen - Grootegast - Doezum - Kornhorn - Opende - Surhuisterveen | Elke dag 1x per uur                                |                      |

## Statistieken
- In 2006 was Vinkhuizen de wijk met de meeste laagopgeleide inwoners van de gemeente: 40% van de bevolking had een lager opleidingsniveau, 37% een middelbaar opleidingsniveau en 23% een hoger opleidingsniveau.[7]
- Ook de koopkracht van de inwoners van Vinkhuizen behoort tot de laagste van de stad.[8]
- In 2006 was 14% van de bevolking van Vinkhuizen van niet-westerse afkomst, het op een na hoogste cijfer van de gemeente.[9]
- In 2007 was Vinkhuizen de wijk met het minste aantal huiseigenaren in de stad Groningen.[10]
- In 2006 stemde Vinkhuizen redelijk afwijkend van de algemene tendens bij de gemeenteraadsverkiezingen, waarbij de PvdA en de ChristenUnie er gemiddeld positiever uitkwamen en de VVD en GroenLinks negatiever.[11]

## Trivia

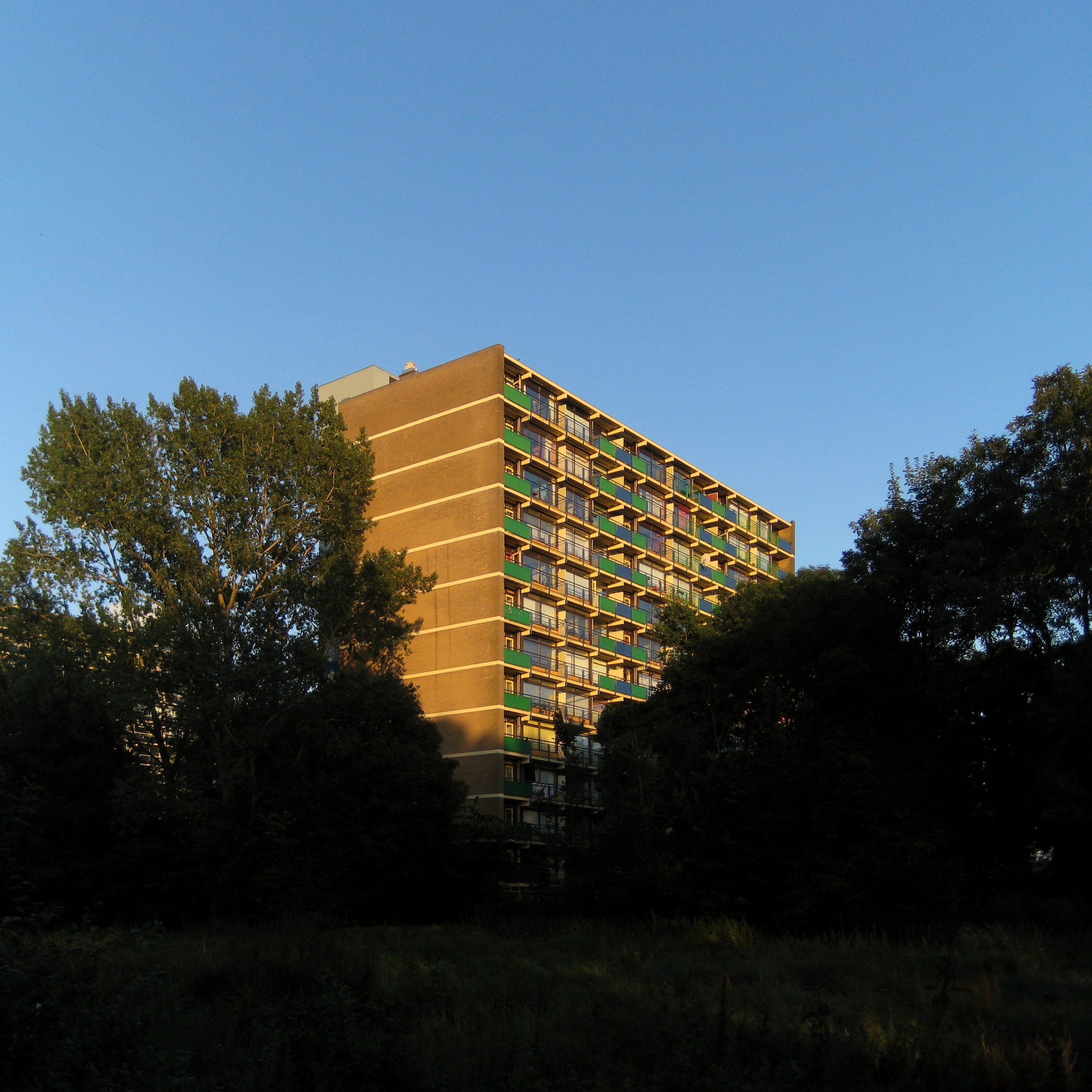
De Scholeksterflat aan de Aquamarijnstraat in 2012

- Tijdens jaarwisselingen is het regelmatig onrustig in de wijk; zo moest tijdens de jaarwisseling 2007-2008 de Mobiele Eenheid in actie komen om de rust te herstellen.[12]